# Щебенев, Кузьма Семёнович
Кузьма́ Семёнович Ще́бенев (1896—1964 — заместитель Председателя СНК Коми АССР, деятель ГПУ/НКВД СССР. Входил в состав особой тройки НКВД СССР, внесудебного и, следовательно, не правосудного органа уголовного преследования.

## Биография
Большая часть деятельности Кузьмы Семёновича Щебенева связана с работой в органах ВЧК-ОГПУ-НКВД и в структурах Советской власти.
- 1936—1937 годы — начальник Управления Рабоче-крестьянской милиции НКВД Коми АССР. Этот период отмечен вхождением в состав особой тройки, созданной по приказу НКВД СССР от 30.07.1937 № 00447[2] и активным участием в сталинских репрессиях[3].
- 1938 год — заместитель Председателя СНК Коми АССР[4].

Избирался депутатом Верховного Совета Коми АССР первого и второго созывов.